# Lula Gómez (periodista)
Isabel Gómez Benito (Madrid 24 de agosto de 1970), conocida como Lula Gómez, es una periodista española. Ha publicado para medios como El País, la revista cultural Arcadia, TintaLibre, La Marea, Números Rojos o Ethic, pero actualmente es especialmente habitual en Diario Público. En sus trabajos destaca la denuncia de la situación de las mujeres. En 2006 publicó Condenadas al silencio a partir de una experiencia propia en la cárcel en Perú por un error al confundirla con otra persona que llevaba el mismo nombre. En 2015 ha producido Mujeres al Frente sobre el proceso de paz de Colombia y las violencias sobre las mujeres.

## Trayectoria
Estudió periodismo. Es licenciada en Ciencias de la Información por la Universidad Complutense de Madrid (1996).
En 1991 inició su trayectoria profesional con colaboraciones en la agencia de prensa Staff de Madrid.
En 1995-96 colaboró como periodista económica y política en Global Press y fue reportera de la agencia en Rumania, Polonia y Colombia publicando reportajes en medios internacionales como Frankfurter Rundsha y Daily News.  De 1996 a 2002 fue directora de equipos de redacción de Reporter.
De 2002 a 2004 residió en Colombia y trabajó como Directora de Producciones de la Universidad Autónoma de Bucaramanga.

### Condenadas al silencio (2004-2006)
El 4 de abril de 2004 viajó a Perú como turista y fue detenida en el aeropuerto de Lima a causa de una orden de busca y captura que pesaba contra una persona que se llamaba como ella a la que acusan de narcotráfico. Pasó trece días en la cárcel, en el Penal de El Chorrillo de Lima, hasta que el gobierno peruano admitió su error. Fue liberada gracias a las gestiones de Interpol, de su familia y de la Defensora del Pueblo peruana. Fruto de la experiencia escribió el libro Condenadas al Silencio en el que refleja la situación de mujeres -según explicó la autora- encarceladas simplemente por ser pobres.
En 2005 fue responsable de prensa de la delegación socialista española en el Parlamento Europeo.
De 2007 a 2009 fue colaboradora en El País publicando reportajes sobre cultura y sociedad. En 2009 fue nombrada Subdirectora de Comunicación del Ministerio de Defensa de España y en 2011 responsable de la Revista Española de Defensa.

### Exit (2010-2012)
En 2010 inició como guionista y productora el proyecto Exit, un corto a la carta. El proyecto se materializó en una película interactiva sobre mujeres y emigración. La historia parte de una secuencia inicial en la que una mujer inmigrante llega al aeropuerto de Barajas y debe tomar una decisión. El espectador se encuentra con un menú interactivo y debe elegir qué hacer, un criterio que irá determinando las secuencias posteriores a visionar.
En 2012 fundó Lula Ink y ha continuado colaborando en diversos medios de comunicación como TintaLibre, Números Rojos y La Marea además de desarrollar y producir diversos proyectos audiovisuales.

### Mujeres al frente (2015)
En 2015 ha producido y dirigido el proyecto Mujeres al frente, la ley de las más nobles, un documental y libro sobre una serie de mujeres colombianas que, hartas de la violencias, decidieron crear alternativas de paz. Dirección, guion y producción de Mujeres al frente, la ley de las más fuertes, un documental de 50 minutos basado en los testimonios de siete mujeres colombianas (Mayerlis Angarita, Patricia Guerrero, Beatriz Montoya, Luz Marina Bernal, Luz Marina Becerra, Vera Grabe y Nelly Velandia) que se enfrentan a la guerra desde la palabra. El documental se presentó en el marco del XV Aniversario de la Resolución 1325 de la ONU sobre paz y seguridad. El proyecto fue apoyado por ONU Mujeres Colombia y Oxfam Intermón.

## Publicaciones
- Condenadas al silencio (2006)  Editorial Espejo de Tinta. ISBN 9788496280861
- Diego Hidalgo. La mirada de un filántropo (2012) Siddharth Mehta Ediciones, ISBN 8486830427
- Mujeres al frente (2017) ISBN 978 84 17236 045 Prólogo Baltasar Garzón. Epílogo Piedad Bonnett

## Audiovisuales
- Mujeres al frente, la ley de las más nobles (2015) Documental 50'
- Exit (2012) corto